# Södra tunneln
För andra betydelser, se Södertunneln (olika betydelser).

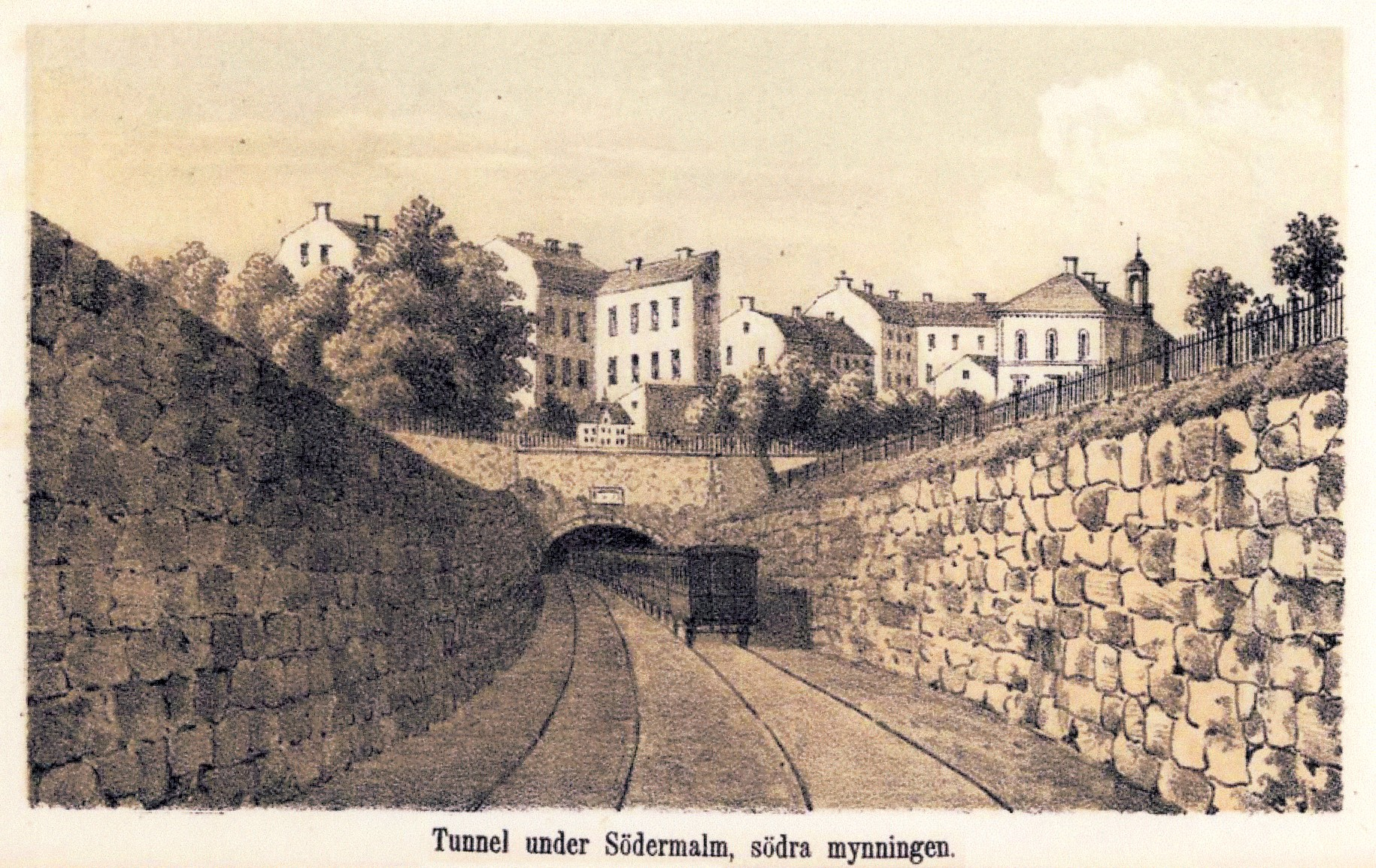
Sammanbindningsbanans tunnel under Södermalm 1870

Södra tunneln är Sammanbindningsbanans tunnelsträcka mellan Södra station och Slussen i Stockholm, invigd 1871. Den ursprungliga tunneln användes till 1954, då en ny tunnel i något västligare sträckning med anslutning till Centralbron byggdes.

## Historik

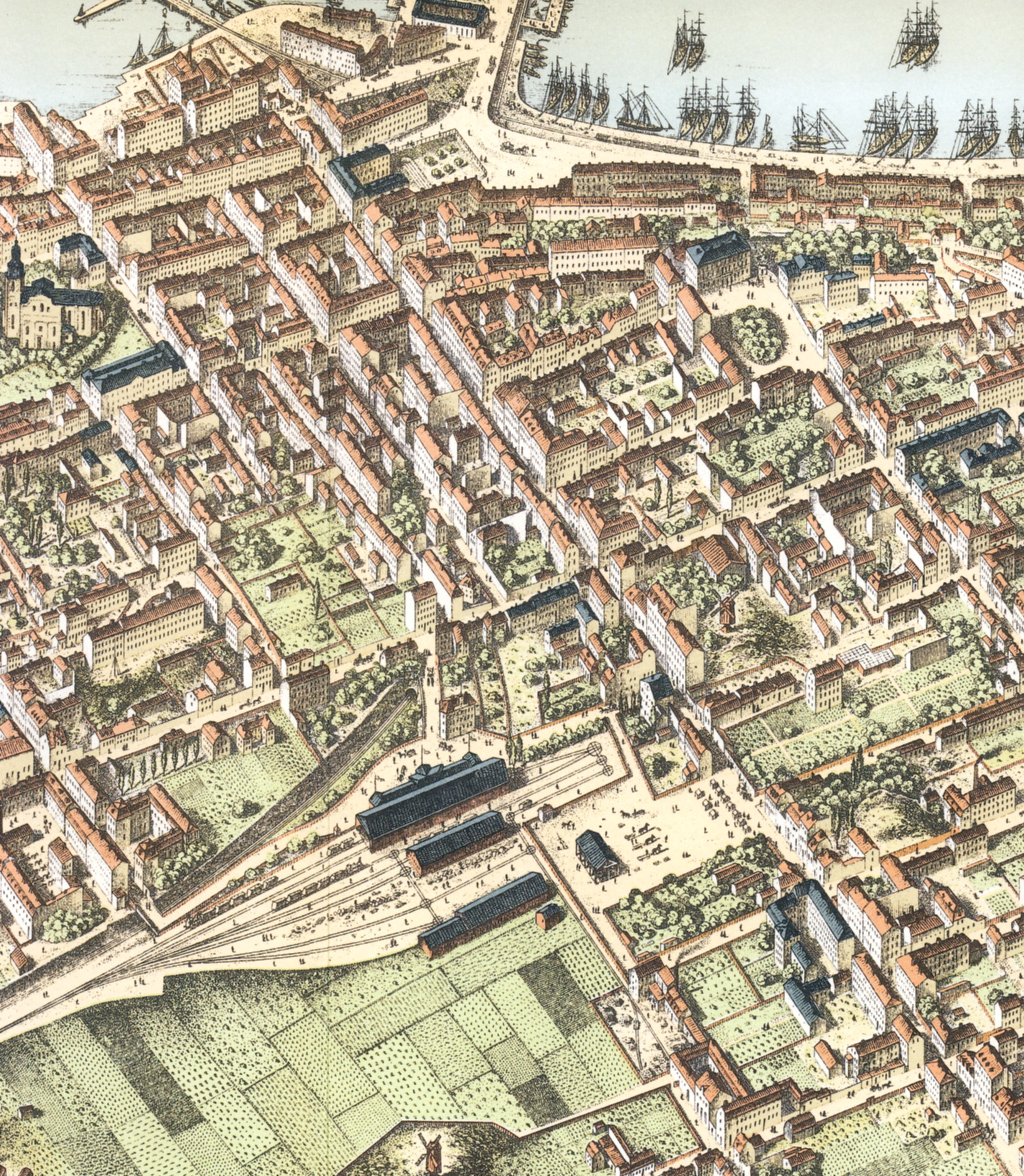
Södra bangården och tunneln på Neuhaus stockholmsperspektiv 1875

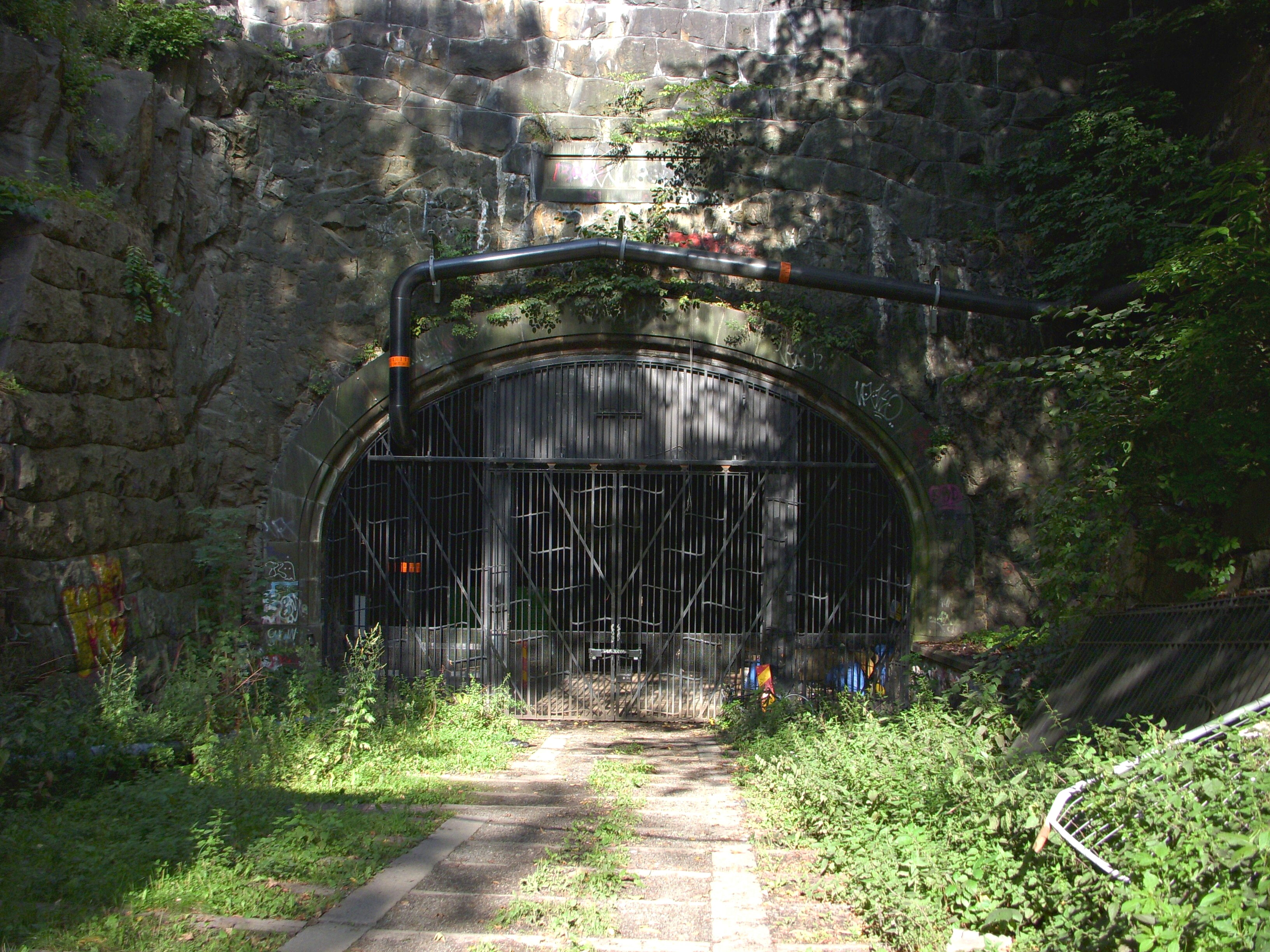
Den gamla södra tunnelmynningen 2009

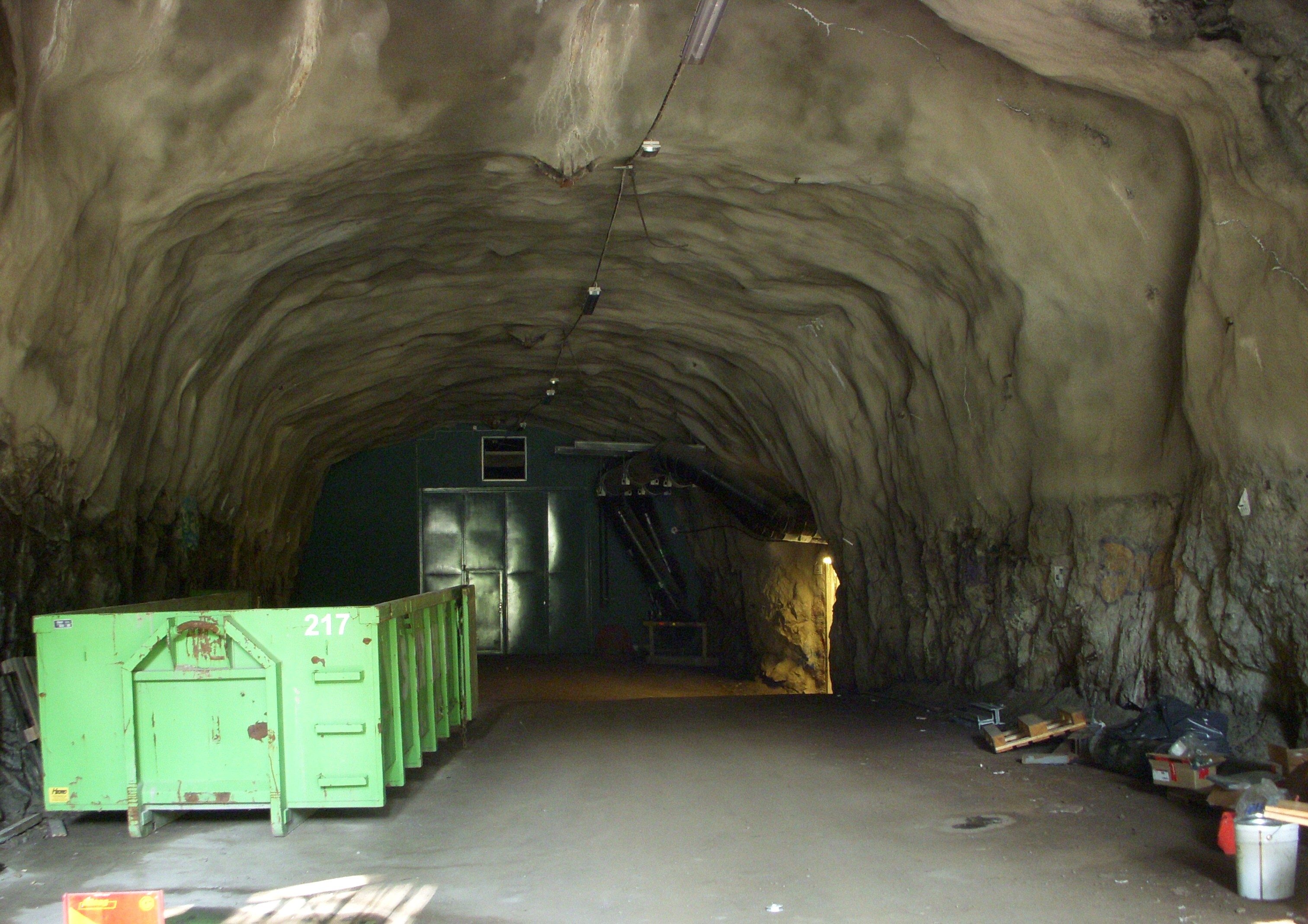
Den gamla Södra tunneln 2009

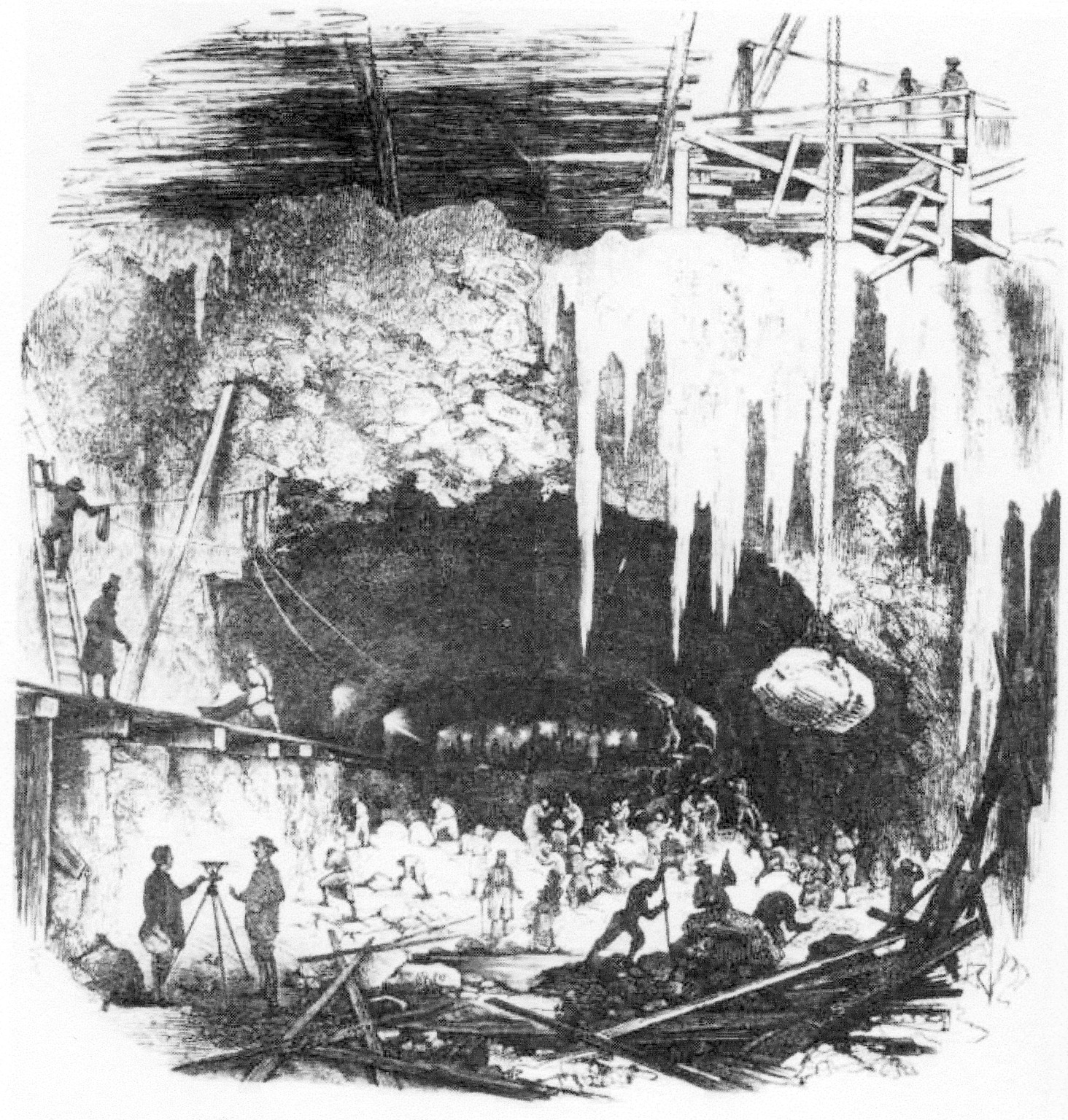
Järnvägstunneln sprängs fram,
ur "Ny Illustrerad Tidning" 1865

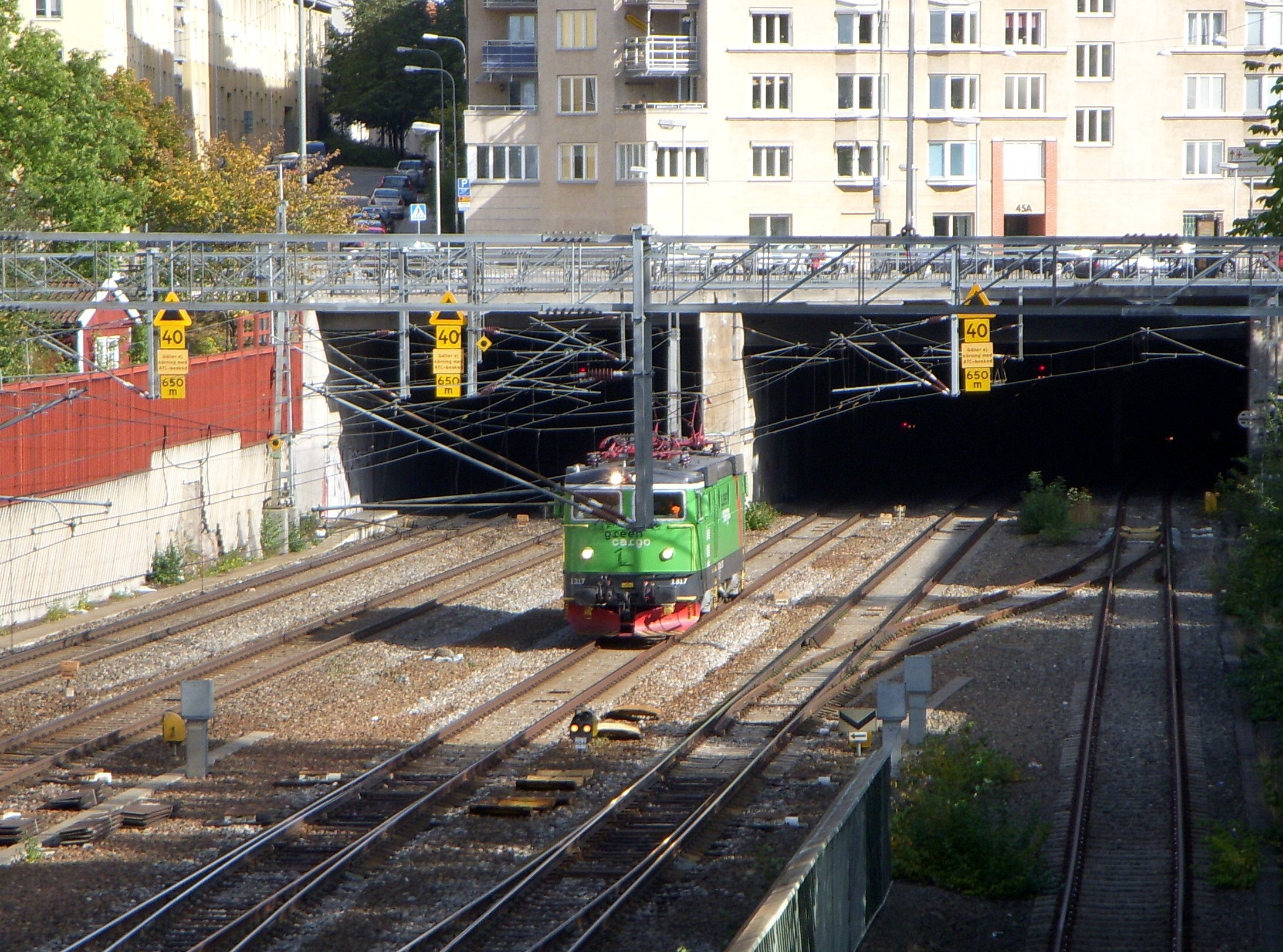
Södra tunnelns nya mynning vid Ringvägen efter förlängningen 1989.

1800-talets första stora tunnelprojekt i Stockholm var sprängningen av järnvägstunneln under Södermalm för den så kallade Sammanbindningsbanan. Bakom projektet stod Nils Ericson som själv hade utarbetat förslaget vilket innebar att sträckningen genom Södermalm skulle ske i bergstunnel. 
Arbetena påbörjades hösten 1864 under stort intresse från press och allmänhet. Ny Illustrerad Tidning hade flera artiklar som beskrev hur imponerande hela detta arbetsföretag med tunnelsprängning, brobygge och rälsläggning var för den tidens stockholmare. Den 11 februari 1865 innehöll tidningen ett entusiastiskt reportage från arbetet i tunneln, som jämförde Södertunneln med de stora samtida tunnelarbeten i Alperna. Sprängningen av denna tunnel gick förvånansvärt fort beroende på att det fanns gott om billig arbetskraft och säkerheten vid anläggningsarbetena var inte den bästa. Vid sprängningen experimenterade man även med nitroglycerin, det var strax innan dynamit blev vanlig vid sprängningar. Tunneln var färdig 1870. Invigningen av hela sammanbindningsbanan ägde rum den 17 juli 1871.
Tunneln under Södermalm blev 433 meter lång och fick dubbla järnvägsspår. Den började vid Södra station, gick i en lång kurva under Södermalms tätt bebyggda områden och slutade vid södra sidan om nuvarande Stockholms stadsmuseum. Här lyckades man bevara det så kallade Fengerska huset, som var Stockholms sjömanshem fram till 1964. Byggnaden ligger vid Peter Myndes backe 6 rakt ovanför tunnelöppningen. På östra sidan om spåret fanns i tunneln en gångbana, skild från järnvägen med ett järnstaket och belyst med gaslyktor.
I samband med ombyggnaden för Slussen ändrades den norra tunnelmynningen, innan dess rullade tågen fullt synliga över Ryssgården (där det fanns järnvägsbommar), passerade sedan i en kort tunnel under Brunnsbacken och Restaurang Pelikan och ångade slutligen vidare över broarna mot Centralstationen. Tunneln trafikerades i början med ångdrivna tåg. Rökutvecklingen var besvärande och kupéfönstren skulle absolut hållas stängda.
Järnvägstunneln under Södermalm användes av Statens Järnvägar (SJ) ända till 1954. Då byggdes en ny tunnel i en något västligare sträckning från Södra station med anslutning till Centralbron. Den tunneln används fortfarande och den gamla tunneln blev ett tomt och ödsligt bergrum. I slutet av 1960-talet övergick den från SJ till stadens ägo och spåren demonterades. Sedan dess används Stockholms första järnvägstunnel av Stockholms stadsmuseum som förråd, en del är iordningställd till skyddsrum.
Järnvägssträckan väster om tunneln gick i ett öppet dike fram till 1989. Samma år hade diket däckats över och en ny cirka 750 meter lång tunnel ända fram till Ringvägen uppstod. På tunneltaket uppfördes nya bostadshus längs Fatburs Kvarngata, samt Stockholm Södras nya station togs i bruk. Kvar blev en knappt 100 meter lång dagsljussträcka mellan tunnlarna vid Fatbursparken. I samband med Citybanan byggdes även den korta biten in och en cirka 1 250 meter lång sammanhängande tunnel under Södermalm uppstod.